# Isla de San Mateo
La isla de San Mateo es una remota isla en el mar de Bering, en Alaska, a 295,0 km al ONO de la isla Nunivak. La isla tiene una superficie de 357,05 km², por lo que es la 43.ª isla más grande de los Estados Unidos. Su punto más al sur es el cabo Vertical que cuenta con acantilados que superan los 300 m. El punto más alto de la isla está a 450 m s. n. m..
Hay una pequeña isla en el punto noroeste de la isla llamada isla Hall. El brazo de mar de 5,0 km  de ancho entre las dos islas es denominado estrecho Sarichef. Un pequeño islote rocoso llamado Pinnacle Rock se encuentra 15,0 km sur de la isla de San Mateo. El paisaje natural de la isla entera y la vida silvestre están protegidos ya que son parte de la unidad del mar de Bering del Refugio Nacional de Vida Silvestre Marítima de Alaska.
Los guardacostas de Estados Unidos mantuvieron habilitado un sistema de navegación electrónico llamado LORAN, desde la década de 1940.